# Dushan Hemantha
Munasinghe Arachchige Dushan Ishara Hemantha (* 24. Mai 1994 in Colombo, Sri Lanka) ist ein sri-lankischer Cricketspieler der seit 2023 für die sri-lankischen Nationalmannschaft spielt.

## Kindheit und Ausbildung
Das Cricketspielen erlernte Hemantha von seinem Vater. Er besuchte die Schule von St Peter’s und stieg dort um U19-Kapitän auf. Auch erzielte er als Leichtathlet bei den Junioren Südasien-Spielen die Bronze-Medaille im 1500-Meter-Lauf.

## Aktive Karriere
Sein First-Class-Debüt erfolgte im Februar 2014 für den Colts Cricket Club im nationalen sri-lankischen Cricket. Sein Debüt in der Nationalmannschaft gab er im Juni 2023 in der ODI-Serie gegen Afghanistan. Er war Teil des Teams beim Asia Cup 2023 und wurde auch für den Cricket World Cup 2023 nominiert.